# ONENESS (miwaのアルバム)
『ONENESS』（ワンネス）は、2015年4月8日にSony Recordsから発売されたmiwaの4枚目のオリジナルアルバム。

## 解説
前作以来 約2年ぶりに発売されたオリジナルアルバムで、前作以降にリリースされたシングル収録曲など全14曲を収録。ただし前作以降のシングルA面曲のうち、両A面シングル「Faraway/Kiss you」2曲目の「Kiss you」のみ収録されていない。
オリジナル・アルバムとしては前作『Delight』に引き続いて、発売月に日本レコード協会からゴールドディスク認定を受けた。
マスタリングはトム・コインによる。

## 収録曲

### CD
1. ONENESS (3:54)
  - アルバムリード曲。
  - ベネッセコーポレーション「進研ゼミ」進級・入学応援CMソング
  - ベネッセコーポレーションCM 「進研ゼミ」TVCMソング
  - TBS系『COUNT DOWN TV』2015年4月・5月度オープニングテーマ[4]。
2. Faith (5:05)
  - 13thシングル。2014 ユーキャン CMソング。
3. fighting-φ-girls (4:16)
  - 16thシングル。TBS系 火曜ドラマ『まっしろ』主題歌。
4. フィロソフィー (3:10)
5. 月食 〜winter moon〜 (4:52)
  - 15thシングル。TBS系　木曜ドラマ劇場『ママとパパが生きる理由。』主題歌。
6. キットカナウ (4:52)
  - 13thシングルのカップリング曲。キットカット受験生応援キャンペーンソング。
7. 君に出会えたから (4:40)
  - 14thシングル。2014 資生堂 SEA BREEZE CMソング。
8. ストレスフリー (3:58)
  - テレビ朝日ドラマ『民王』主題歌[5]。
  - 18thシングル「夜空。feat.ハジ→/ストレスフリー」としてリカットされている[6]。
9. Faraway (4:00)
  - 12thシングル。
10. 恋の予感 (4:05)
  - 平成27年度 東京シティ競馬 イメージソング[7]。
11. It's you! (3:54)
  - 13thシングルのカップリング曲。ハウスウェルネスフーズ「C1000」テレビCMソング。
12. 360° (4:29)
  - 17thシングル。映画『ドラえもん のび太の宇宙英雄記』主題歌。
13. super heroine (4:15)
  - 日本テレビ『ウーマン・オン・ザ・プラネット』テーマソング。
  - オリアンティがリードギターで参加[8]。
14. 希望の環（WA） (4:46)
  - 15thシングル。OECD東北スクール 東北復幸祭〈環WA〉テーマソング。

- 全作詞：miwa
- 作曲：miwa（#5,14）、miwa & Naoki-T（#1-4,6-13）
- 編曲：Naoki-T（#1-13）、松浦晃久（#14）

### DVD
『「miwa -39 live ARENA tour- “miwanissimo 2014”」より横浜アリーナライブダイジェスト映像』
1. ありえない!!
2. MC
3. 君に出会えたから
4. MC
5. Faith
6. Let me go
7. MC
8. クリスマスソング メドレー ダイジェスト
9. 月食 〜winter moon〜
10. Delight
11. DJ〜HiKARiE
12. MC
13. ミラクル
14. MC
15. 希望の環（WA）

## 演奏
- miwa
  - Vocal & Chorus
  - Acoustic Guitar (#1.5.6.7.9.10.11.12.14)
  - Electric Guitar (#1.2)
  - Prophet-5, Timpani, Gong, Toms (#9)
- NAOKI-T
  - Electric Guitar (#1.2.3.6-11)
  - Acoustic Guitar (#9)
  - Synthesizer (#1.7.10.12)
  - Karimba (#2)
  - Keyboards (#5.8.10.12)
  - Percussions (#5)
  - Piano (#6)
  - Moog Bass, Electric Bass (#9)
  - Programming (#3.6.7.9.11)
  - All Instruments (#4)
  - Additional Guitar & All Other Instruments (#13)
- フィル・X：Electric Guitar (#1)
- eji
  - Acoustic Piano (#1.3)
  - Chorus (#1)
- 山口寛雄：Electric Bass (#1.3.8.10)
- 河村吉宏
  - Drums (#7.8.10)
  - Shaker (#1)
  - Tambourine (#10)
- Joe Rickard：Drums (#1)
- mayumix, yotchi, yamassy, ino, mayu, k-suke & All Staffs：Chorus (#1)
- 野崎森男：Electric Bass (#2)
- 野崎真助：Drums (#2)
- 皆川真人
  - Acoustic Piano (#2.7)
  - CP80 (#7)
- 竹上良成：Tenor Sax (#2.3.10)
- 中野勇介：Trumpet (#2.10)
- 佐藤洋樹：Trombone (#2)
- 田中義人：Electric Guitar (#3.10)
- オリビア・バレール、芹奈・麻珠・MAYU・manaka (Little Glee Monster)：Chorus (#3)
- 佐々木史郎、小林太：Trumpet (#3.6)
- 河合わかば：Trombone (#3.6)
- 弦一徹ストリングス：Strings (#3)
- 河村智康：Drums (#5)
- 根岸孝旨：Bass (#5)
- 真部裕ストリングス：Strings (#5.6)
- 種子田健：Bass (#6)
- 佐野康夫：Drums (#6)
- 織田浩司：Alto Sax (#6)
- KenKen：Bass (#7)
- 三沢またろう：Percussions (#7)
- SMR Girls (tomomi♥️maika♥️masumi)：Chorus Support (#7)
- まみこ☆いしこ☆たちちゃん☆まいまい：Chorus Support (#8)
- 仲座智矢：Toms, Cymbal (#9)
- 桑迫陽一：Drums (#9)
- Ikemen All Staffs：Claps (#9)
- 辻本憲一：Trumpet (#10)
- 鹿討奏：Trombone (#10)
- 西川進：Electric Guitar (#12)
- 山崎英明：Bass (#12)
- 畑利樹：Drums (#12)
- オリアンティ：Electric Guitar (#13)
- 松浦晃久：Keyboards & All Other Instruments (#14)
- 小田原豊：Drums (#14)
- 八橋義幸：Acoustic Guitar & Electric Guitar (#14)
- 金原千恵子ストリングス：Strings (#14)
- OECD東北スクール：Chorus (#14)